# Pseudopsilopteryx zimmeri
Pseudopsilopteryx zimmeri là một loài Trichoptera trong họ Limnephilidae. Chúng phân bố ở miền Cổ bắc.